# ريتشارد فويكس
ريتشارد فويكس (بالإنجليزية: Richard Foulkes)‏ (1902 في المملكة المتحدة - ) هو لاعب كرة قدم بريطاني في مركز نصف الجناح. لعب مع برادفورد سيتي ونادي بورنموث وفريكلي أثلتيك ‏.